# Gastó IV de Bearn
Gastó IV de Bearn (Segle XI-1131) fou vescomte de Bearn. Abans de convertir-se en vescomte, Gastó va liderar en 1096 un contingent bearnès a la Primera Croada en l'exèrcit de Ramon IV de Tolosa. Va ser un dels cavallers menors, però portava la seva pròpia bandera i ordenava als seus propis homes. Al setge d'Antioquia, va dirigir una de les divisions a la batalla final contra Kerbogha. Durant la lluita pel poder després de la captura d'Antioquia, Gastó va deixar Ramon de Tolosa per Jofré de Bouillon i va marxar amb ell a Jerusalem. Gastó i Tancred d'Hauteville van anar per davant de l'exèrcit principal a ocupar Betlem, i durant el setge de Jerusalem, Gastó va ser l'encarregat de la maquinària de setge de Jofré. El 15 de juliol de 1099, Gastó va ser el primer croat a entrar a la ciutat.

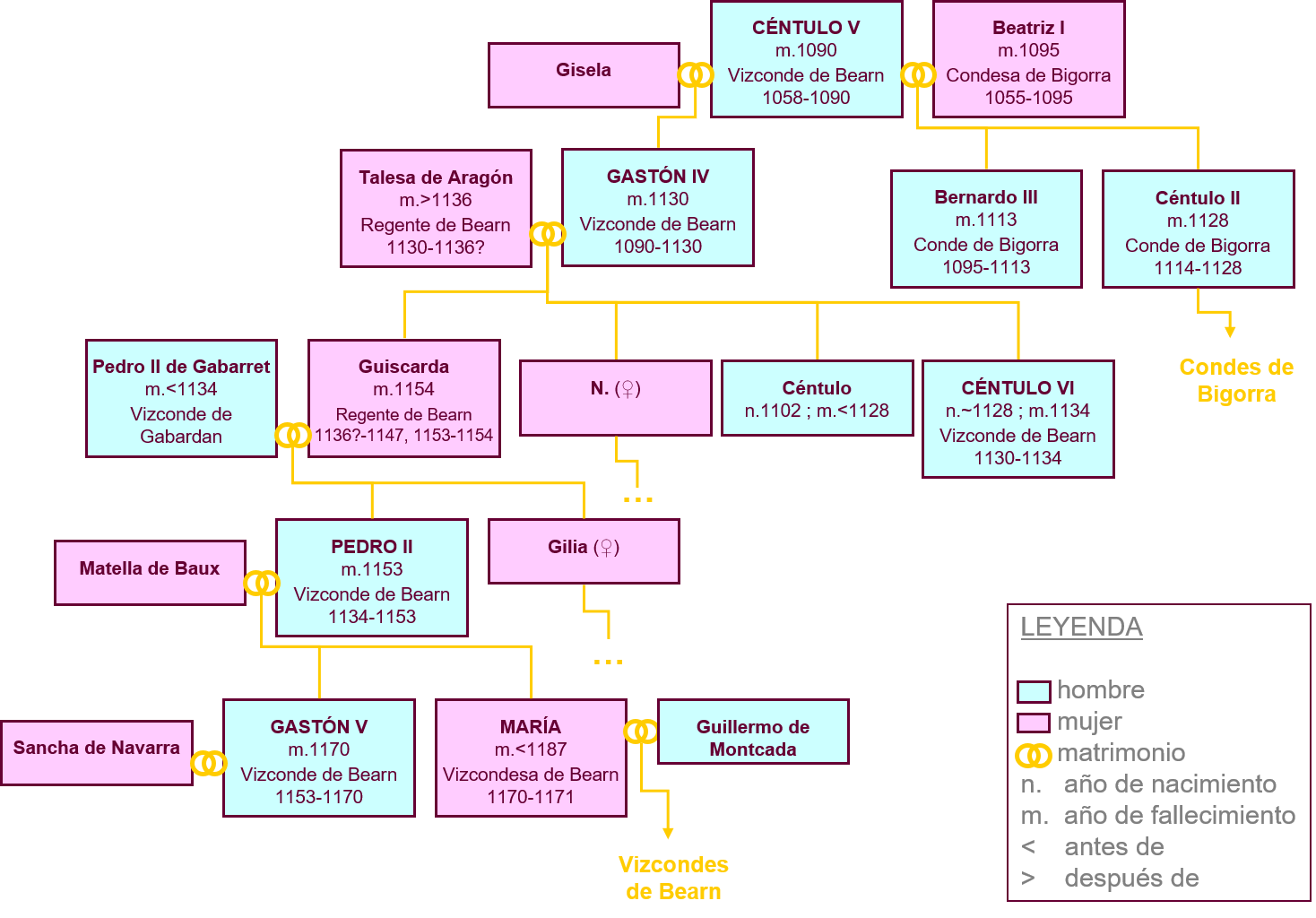
Genealogia de Gastó IV.

Fou durant uns mesos castlà de Barbastre, del 1113 al 1114, i poc després va participar activament en la campanya que dugué Alfons el Bataller per la conquesta de Saraqusta als almoràvits.
Una tradició li atribueix la fundació de l'hospital i Orde de Santa Cristina de Somport, cap al final del segle xi.